# Ben Roy Mottelson
Ben Roy Mottelson (født 9. juli 1926 i Chicago, død 13. maj 2022) var en dansk-amerikansk fysiker (Ph.d. fra Harvard University 1950) og fra 1957 professor ved Nordisk Institut for Teoretisk Fysik (NORDITA). Fra 1950 var han tilknyttet Niels Bohr Institutet på Københavns Universitet. Mottelson blev dansk statsborger i 1971. Han samarbejdede med Aage Bohr, og deres teoretiske arbejde med beskrivelsen af atomkernens struktur blev belønnet med nobelprisen i fysik i 1975. Hans hovedværk (skrevet sammen med Aage Bohr) er Nuclear Structure 1-2 (1969 og 1975).
Mottelson blev indvalgt i Videnskabernes Selskab i 1974.
Ben R. Mottelson blev officielt pensioneret i 1994, hvilket gav ham mulighed for at tage til Trento i Italien, hvor han var med til at starte The European Centre for Theoretical Studies in Nuclear Physics and Related Areas. Mottelson arbejdede i Trento i fem år, inden han vendte tilbage til København. Trods pensionering havde Mottelson stadig kontor på Niels Bohr Institutet på Københavns Universitet.